# Стрелица (Слободское сельское поселение)
Стрелица — деревня в Харовском районе Вологодской области.
Входит в состав Слободского сельского поселения, с точки зрения административно-территориального деления — в Слободской сельсовет.
Расстояние по автодороге до районного центра Харовска — 67 км, до центра муниципального образования Арзубихи — 18 км. Ближайшие населённые пункты — Дягилево, Макаровская, Перекс.
По данным переписи в 2002 году постоянного населения не было.